# Somebody's Watching Me
"Somebody's Watching Me" é o single de estreia do cantor Rockwell, lançado pela gravadora Motown em 1984. Na letra da canção nota-se medo e paranoia de ser perseguido do narrador. A canção apresenta participação de artistas antigos da Motown: Michael Jackson no refrão e Jermaine Jackson no vocal de apoio.

## Gravação Original
Rockwell é filho do fundador da Motown Berry Gordy Jr.. O cantor assinou contrato com a gravadora sem conhecimento do pai. Gordy não teria descoberto que Rockwell era seu filho Kennedy, até o single e álbum de estreia do cantor serem lançados.
Produzido por Curtis Anthony Nolen, a música contém backing vocals de Michael Jackson. "Somebody's Watching Me" chegou a número dois da Billboard Hot 100 em 1984, e alcançou o topo da Billboard R&B singles chart, bem como atingiu o número seis no Reino Unido Singles Chart. No Brasil, foi a 31ª música mais tocada nas rádios em 1984.
Foi o único grande hit de Rockwell. Seu single seguinte, "Obscene Phone Caller", atingiu o Top 40, alcançando a posição #35 no Billboard Hot 100.
Em 2009, a canção foi classificada em 20º na 100 Greatest VH1's One Hit Wonders of the 80s ou seja Os 100 maiores únicos hits de um artista da década de 1980.

## Videoclipe
O videoclipe da canção ressalta a letra de estado paranóico, mostrando uma casa mal-assombrada, onde no vídeo todo direcionado dentro de uma casa tem a presença de cabeças flutuantes, corvos, cemitérios, cenas de banho referenciando as cenas do filme Psicose. O carteiro que aparece no vídeo da música "Somebody's Watching Me" também estrela o vídeo de "Obscene Phone Caller". Este foi um vídeo de baixo orçamento. O vídeo da música produzido pela empresa Wolfe, dirigido por Francis Delia, cinematografia por Dominic Sena, gerente de produção: Jason Braunstein, coordenadora de produção: Jon Leonoudakis.